# Protestantische Kirche Augsburgischen Bekenntnisses von Elsass und Lothringen
Die Protestantische Kirche Augsburgischen Bekenntnisses von Elsass und Lothringen (französisch: Église protestante de la Confession d’Augsbourg d’Alsace et de Lorraine, EPCAAL) ist eine lutherische Kirche mit Status einer Kirchlichen Körperschaft des öffentlichen Rechts (établissement public du culte) in Frankreich. Die Kirche hat 210.000 Mitglieder (Stand 2010) und gehört dem Lutherischen Weltbund an. Zur EPCAAL gehören Kirchengemeinden in den Départements Bas-Rhin, Haut-Rhin (zusammen beide die historische Region Elsass) und Moselle (historischer Bezirk Lothringen) in der Region Grand Est.

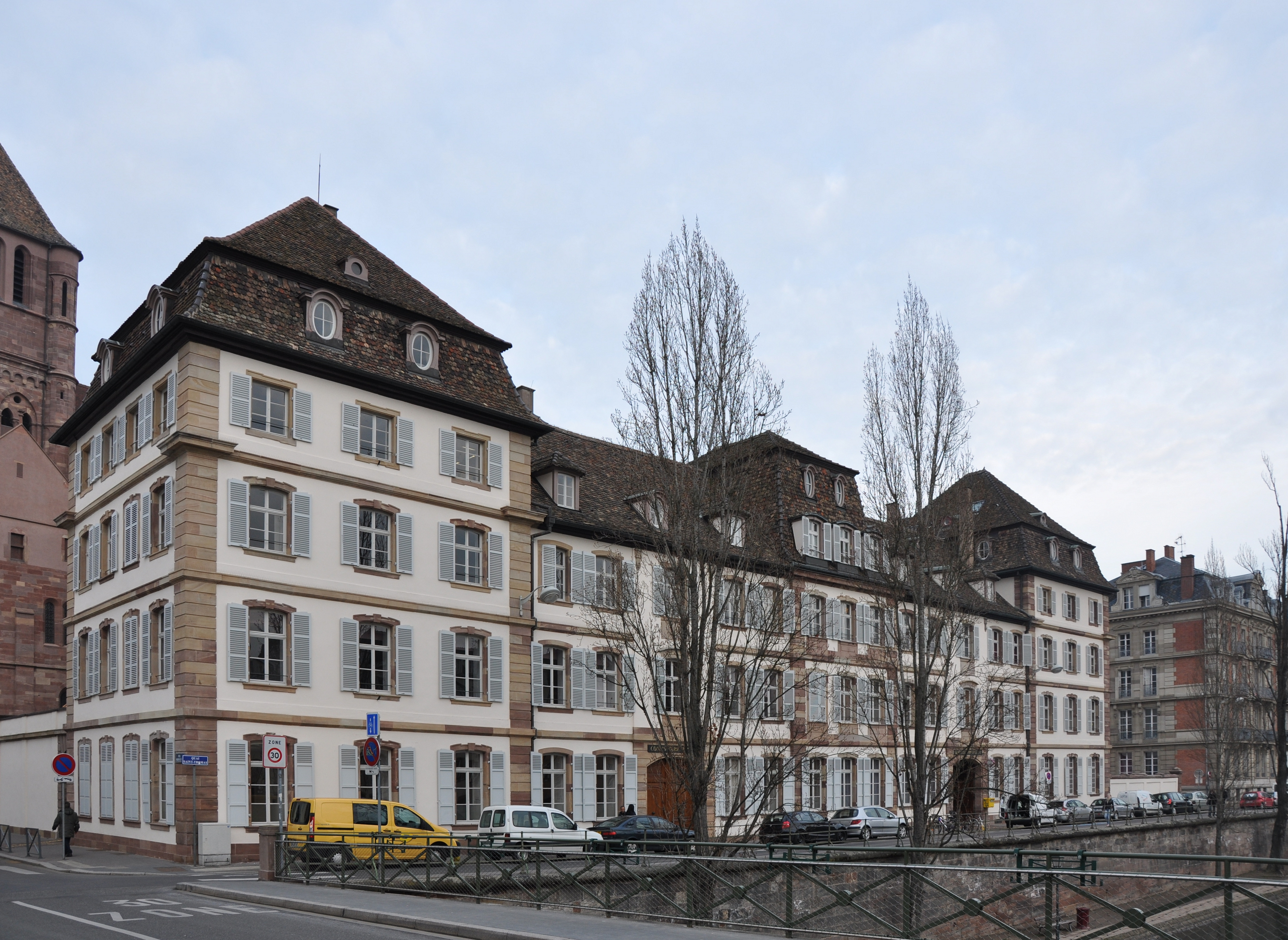
Lutherisches Consistoire supérieur (Oberkonsistorium) in Straßburg, 2011

1961 war sie Gründungsmitglied der Konferenz der Kirchen am Rhein. Die erste Konferenz fand in ihrer Tagungsstätte Château du Liebfrauenberg in Gœrsdorf statt. Seit 2006 ist sie Mitglied der Union Protestantischer Kirchen von Elsass und Lothringen. Außerdem ist sie eine der kirchlichen Organisationen der Fédération protestante de France (FPF), d. h. des Protestantischen Bundes von Frankreich.

## Geschichte

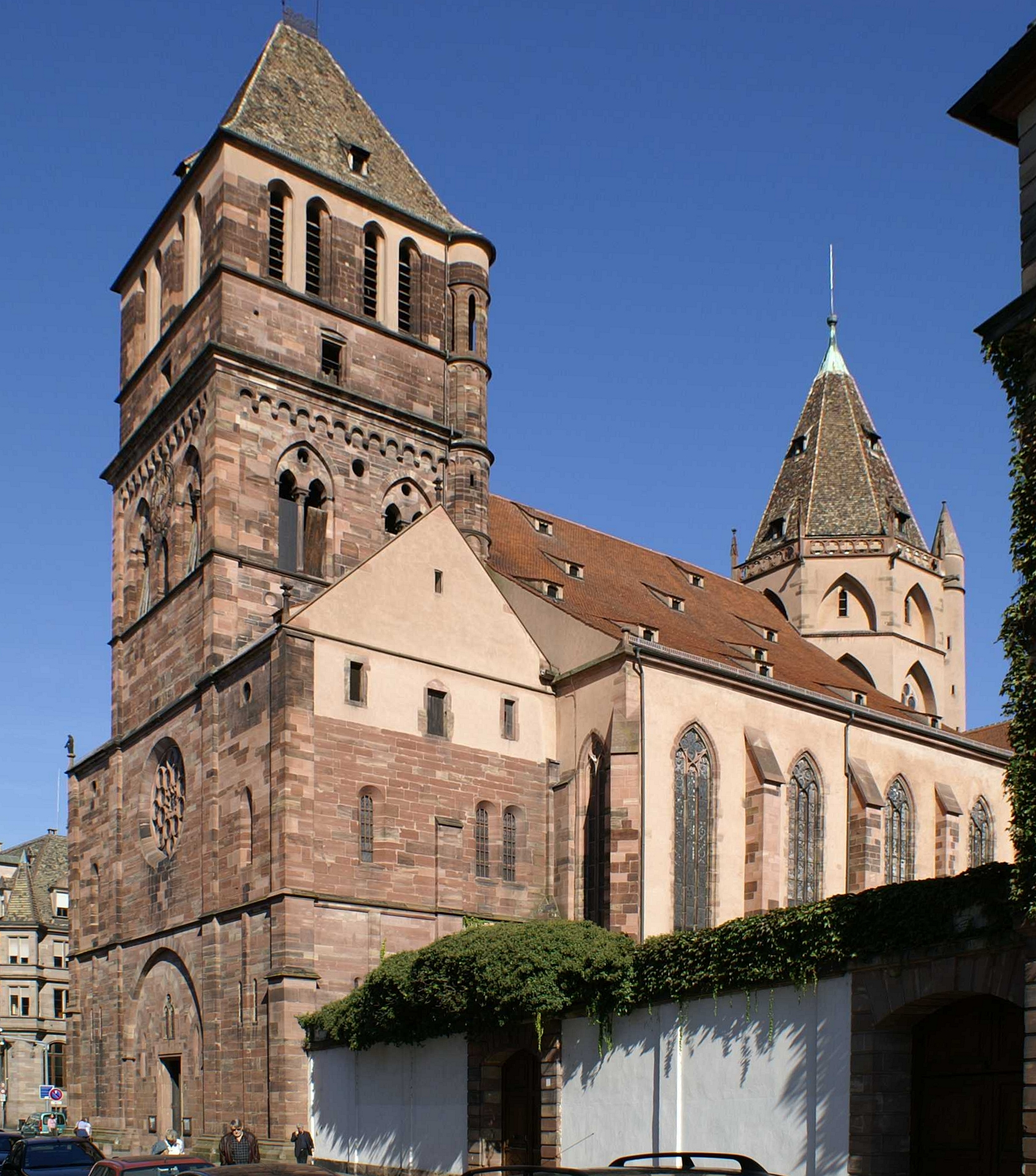
Hauptkirche St. Thomas in Straßburg

Nach dem Konkordat von 1801 mit dem Vatikan erließ Napoleon durch die Organischen Artikel auch für die Angehörigen nichtkatholischer Religionsgemeinschaften (Calvinisten, Juden, Lutheraner) vergleichbare Statuten, die halbstaatliche Leitungsorgane (Konsistorien) vorsahen. Am 8. April 1802 dekretierte Napoleon die Errichtung der 27 lutherischen Konsistorien, die möglichst jeweils mehrere Kirchengemeinden mit zusammen mindestens 6.000 Seelen umfassen sollten. Das Generalkonsistorium (Consistoire générale) mit Sitz in Straßburg im Elsass, das zahlenmäßig ein Zentrum des französischen Luthertums bildet, war ihnen übergeordnet. So erhielt die Église de la Confession d’Augsbourg de France die Grundzüge ihrer Verfassung. Auch die administrative Kirchenleitung, das Directoire, hatte seinen Sitz in Straßburg.
Mit dem Wachstum der Bevölkerung und der Migration (v. a. zum Zwecke des Erwerbs) entstanden auch in vormaligen Diasporagebieten lutherische Gemeinden; entsprechend wurde die Zahl der lutherischen Konsistorien am 26. März 1852 auf 40 erhöht, und das Generalkonsistorium wurde in Oberkonsistorium umbenannt.
Durch die Annexion des Elsasses und von Teilen Lothringens nach dem Deutsch-Französischen Krieg 1870 bis 1871 kamen 286.000 französische Lutheraner und ihre Kirchenleitung an Deutschland. Die 45.000 in Frankreich verbleibenden Lutheraner, bald auf 80.000 verstärkt durch lutherische Optanten aus dem Annexionsgebiet und andere Migranten, mussten sich neu organisieren. Johann Friedrich Bruch, bereits seit 1849 Konsistorialrat beim Oberkonsistorium und seit 1866 Mitglied des Directoire, erwarb sich besondere Verdienste beim Umbau der lutherischen Strukturen in Elsass-Lothringen. Er saß der interimistischen Kirchenbehörde vor und setzte in dieser Stellung 1871/1872 die Etablierung der Kirche A.B. von Elsass und Lothringen durch. Seither beschränkte sich die Zuständigkeit von Oberkonsistorium und Direktorium (directoire) nur noch auf die lutherischen Kirchengemeinden im Elsass sowie im Bezirk Lothringen. Dem Oberkonsistorium unterstehen heute 40 regionale Konsistorien allein im Elsass und im Moseldépartement.
Im letzten Viertel des 19. Jahrhunderts nahmen die Querelen um die katholische Mitnutzung lutherischer Kirchengebäude zu. Auf Anordnung Ludwigs XIV. von 1684 müssen alle lutherischen und reformierten Kirchengemeinden den Chor ihrer Kirchengebäude für katholische Messen zur Verfügung stellen, wenn in ihrem Pfarrbezirk keine katholische Kirche besteht, aber mindestens sieben katholische Familien ansässig sind. In den 1880er Jahren betraf das noch 120 reformierte und lutherische Kirchengemeinden.
Von 1903 bis 1914 leitete Friedrich Curtius als Präsident das Direktorium der Kirche. 1905 wurde er zudem zum Präsidenten des Oberkonsistoriums gewählt. Gemeinsam mit Bischof Adolf Fritzen bemühte sich Curtius, die vielen Querelen um die Simultankirchen zu schlichten, doch vergeblich. Die Streitigkeiten wurden vielfach erst dadurch gelöst, dass die katholischen Gemeinden eigene Pfarrkirchen bauten, wodurch die Zahl der katholischen Mitnutzungen protestantischer Kirchengebäude bis 1914 auf 64 Fälle reduziert werden konnte.
Gemäß der neuen Verfassung Elsass-Lothringens von 1911 war der Oberkonsistorialpräsident qua Amt Mitglied der ersten Kammer des Landtags Elsass-Lothringens. Als die kaiserliche Verwaltung im Reichsland nach Kriegsausbruch 1914 Französisch als Predigtsprache im Gottesdienst verbot, protestierte Curtius vergeblich und trat als Oberkonsistorialpräsident zurück.
Die Kirche A.B. von Elsass und Lothringen und die Evangelisch-Lutherische Kirche von Frankreich (dieser Name ab 1906) blieben auch nach 1918 getrennt, als Elsass-Lothringen wieder an Frankreich kam. Im Zuge des französischen Zentralismus gingen der Landtag und viele Äußerungsformen regionaler Identitätsstiftung verloren; aber die Kirche blieb regional. Bei der Überführung der Rechtsverhältnisse der drei Départements (Bas-Rhin, Haut-Rhin und Moselle), die das Gebiet des ehemaligen Elsass-Lothringens bilden, verfuhr die französische Republik nach dem Grundsatz, dass alle deutschen Regelungen als regionale Besonderheiten fortbestehen (Droit local en Alsace et en Moselle), die als vorteilhafter angesehen wurden als die entsprechenden Regeln im übrigen Frankreich.
Im Zweiten Weltkrieg waren vor Einmarsch deutscher Truppen ins Elsass 1940 viele exponierte Vertreter der französischen Republik in westliche Teile Frankreichs geflohen, so auch Kirchenpräsident Robert Hœpffner ins Périgueux. Die deutsche Besatzung etablierte keine Militärregierung, sondern unterstellte das Elsass der Zivilverwaltung des NSDAP-Gaus Baden-Elsass. Das Moseldépartement wurde zum CdZ-Gebiet Lothringen.
Die Kirche galt als potentieller Hemmschuh der Gleichschaltung. Die EPCAAL wurde territorial aufgespalten. Die lutherischen Kirchengemeinden im CdZ-Gebiet Lothringen wurden der evangelisch-unierten deutschen Vereinigten protestantisch-evangelisch-christlichen Kirche der Pfalz, einer zerstörten Landeskirche, zugeschlagen und die lutherische Kirche im Elsass in Evangelisch-lutherische Landeskirche des Elsass umbenannt. Die Besatzungsregierung ernannte am 26. Juni 1940 Charles Maurer, Pastor in Schwindratzheim, zum geschäftsführenden Präsidenten der elsässischen lutherischen Kirche. Er war Redakteur des Wochenschrift «Friedensbote» und bei den elsässischen Autonomisten aktiv und nach Ausbruch des Krieges von den französischen Behörden als vermeintlich unsicherer Kantonist in Arches in Präventivhaft genommen worden, mit Frankreichs Niederlage aber wieder freigekommen. Die Besatzungsregierung hob 1941 die Organischen Artikel auf, stellte die Zahlung der Pastorensaläre ein, schloss die Bekenntnisschulen, beendete den Religionsunterricht an den Schulen und zog das Vermögen kirchlicher Vereine und Stiftungen ein.
Mit Unterstützung des Martin-Luther-Bundes gelang es in Anlehnung an die Bekennende Kirche, die Eingliederung der elsässischen lutherischen Kirche in die Deutsche Evangelische Kirche zu verhindern. Die elsässische lutherische Kirche hatte mit Finanznot und Pastorenmangel zu kämpfen – viele Pastoren waren im Exil im Westen oder Süden Frankreichs. Manche Werke aufgelöster Vereine und Stiftungen konnten in beschränktem Umfang unter dem Dach der Kirche fortgeführt werden; vervielfältigte Predigttexte wurden in Gottesdiensten ohne Pastoren vorgelesen (Lesepredigten) und Religionsunterricht wurde in Sonntagsschulen erteilt. Organe kollegialer Abstimmung, wie die elsässischen lutherischen Konsistorien, wurden ersetzt durch Führerstrukturen, die Dekanate, mit nur einem Mann an der Spitze.
Um der misstrauischen Beobachtung durch die Gestapo zu entgehen, etablierten sich inoffizielle Kreise (z. B. die Pfarrkonvente), wo die wahren Probleme offen besprochen wurden. Maurer bewahrte teils erfolgreich die Habe exilierter Pastoren und Professoren vor dem Zugriff der Besatzungsmacht. Die seitens der Besatzer angebotene Übernahme des katholischen Straßburger Münsters als lutherische Kirche schlug er als Versuch, die Beziehungen der elsässischen Kirchen untereinander zu vergiften, aus. Mit Verlagerung des Kampfgeschehens ins Elsass Ende 1944 zog Maurer sich von der Kirchenleitung zurück. Am 1. Mai 1945 trat Hœpffner wieder in sein Amt. Maurer wurde 1947 verhaftet und 1948 als Kollaborateur verurteilt.
Nach dem Zweiten Weltkrieg gab es erneut das staatliche Bestreben, die regionalen rechtlichen Besonderheiten zu beseitigen, was aber letztlich unterblieb. Im übrigen Frankreich gilt seit 1905 der Laizismus als Staatsprinzip, während die anerkannten Religionsgemeinschaften der Calvinisten, Juden, Katholiken und Lutheraner im Elsass und im Département Moselle für sich den konkordatären Zustand von 1802–1904 mit den Organischen Artikeln aufrechterhalten konnten. Das heißt, sie sind staatlich kofinanziert, nutzen zum Beispiel die Theologische Fakultät der staatlichen Universität Straßburg und können staatlich kofinanzierte Konfessionsschulen betreiben.
Eine Fusion mit Religionsgemeinschaften im übrigen Frankreich, die der Laizität unterliegen, wäre nur möglich, wenn die Kirche A.B. ihr Staat-Kirche-Verhältnis aufgäbe. Im 21. Jahrhundert werden noch um die 50 protestantische Kirchen im Elsass und dem Moseldépartement von katholischen Gemeinden simultan mitgenutzt. Das Oberkonsistorium, als Kirchenleitung, setzt sich aus gewählten und geborenen Mitgliedern zusammen, die vor der förmlichen Amtsübernahme vom Premierminister ernannt – und dadurch bestätigt – werden müssen.

## Kircheninspektionen
Die EPCAAL unterhält sieben Inspections ecclésiastiques (Kircheninspektionen) mit Sitz in Bouxwiller (Unterelsass), Brumath, Colmar im Oberelsass, Dorlisheim, La Petite-Pierre, Straßburg und Wissembourg im Elsass.

## Kirchenpräsidenten
Die Kirchenpräsidenten (französisch président du Directoire) und ihre Vizepräsidenten sind qua Amt Mitglieder des Oberkonsistoriums. Die Präsidenten sind ferner qua Amt Präsidenten des Kapitels des Thomasstifts (Chapitre de Saint-Thomas). Als Präsidenten amtierten:
- 1826–1831: Bernhard Friedrich von Türckheim, Präsident des Direktoriums
- 1831–1850: Johann Friedrich von Türckheim, Präsident des Direktoriums
- 1871:–0000 Théodore Braun (1805–1887), bereits ab 1850 président du directoire der Église de la Confession d’Augsbourg de France, Rücktritt
  - 1871–1872: Johann Friedrich Bruch, geschäftsführend
- 1872–1885: Édouard Kratz (1803–1885)
- 1885–1903: Christian Frédéric Petri / Christian Friedrich Petri, Präsident des Direktoriums
- 1903–1914: Friedrich Curtius, Präsident des Direktoriums
- 1914–1920: Hans von der Goltz (1864–1941),[13] Präsident des Direktoriums, danach Koblenzer Konsistorialpräsident der altpreußischen Kirchenprovinz Rheinland von 1920 bis zur Absetzung 1933
- 1920–1938: Frédéric Ernwein (auch Friedrich, 1865–1952)
- 1938–1940: Robert Hœpffner (1882–1972), suspendiert während der deutschen Besatzung von 1940 bis 1945
  - 1940–1944: Charles (alias Karl) Maurer, geschäftsführend
- 1945–1954: Robert Hœpffner
- 1954–1974: Étienne Jung (1908–1996)
- 1974–1987: André Appel
- 1987–1997: Michel Hoeffel (1935–2017)
- 1997–2003: Marc Lienhard
- 2003–2013: Jean-François Collange (* 1944)
- 2014–2024: Christian Albecker
- 2024–0000: Isabelle Gerber[14]